# Rhamnus oreodendron
Rhamnus oreodendron är en brakvedsväxtart som beskrevs av Louis Otho Otto Williams. Rhamnus oreodendron ingår i släktet getaplar, och familjen brakvedsväxter. Inga underarter finns listade i Catalogue of Life.